# Flin Flon Airport

i7
i11
i13
Flin Flon Airport ist ein kanadischer Regionalflughafen circa 15 Kilometer südöstlich der Stadt Flin Flon in der Provinz Manitoba, Kanada.
Der Flughafen ist durch den Manitoba Highway 10 mit der Stadt verbunden und wird durch deren Stadtverwaltung. Derzeit sorgen die Fluggesellschaften Bearskin Airlines und Calm Air für Liniendienste nach The Pas und Winnipeg.